# Milan Čuš
Milan Čuš, slovenski policist, pravnik in veteran vojne za Slovenijo, * 15. maj 1961, Ptuj.
Čuš je bil direktor Policijske uprave Maribor.